# DRB Baureihe 03.10
DRB Baureihe 03.10 was een serie sneltreinlocomotieven bestemd voor de lichte tot middelzware sneltreindienst die vanaf 1939 gebouwd werden voor de Deutsche Reichsbahn (DRB) volgens het conceptplan van de Einheitsdampflokomotive.

## Geschiedenis
De 60 locomotieven van de serie 03.10 zijn tussen 1939 en 1941 gebouwd als een verdere ontwikkeling van de serie 03 met drie cilinders en een stroomlijnbeplating, vergelijkbaar met de ontwikkeling van DRB Baureihe 01.10 uit de serie DRG Baureihe 01. Net als bij de serie 01.10 dreven de twee buitenste cilinders de tweede gekoppelde as aan en de binnencilinder middels een krukas de voorste gekoppelde as. De locs werden geleverd door de fabrieken Borsig, Krupp en Krauss-Maffei De eerste locs werden gebouwd met een stroomlijnbeplating over de drijfwielen. Omdat dit problemen gaf met de koeling en het onderhoud aan het drijfwerk kregen latere exemplaren een minder hoge bekleding die de wielen vrij liet. De locs werden gekoppeld met de eenheidstender T34.

## Ombouw DB
Na de Tweede Wereldoorlog bevonden zich 26 locomotieven in de westelijke bezettingszone waar in 1949 de Deutsche Bundesbahn werd opgericht en 19 in de oostelijke bezettingszone waar men de naam Deutsche Reichsbahn nog gewoon hanteerde. 10 Locs bleven in Polen achter en 3 stuks in de Sovjet-Unie. Zowel bij de DB als de DR waren de oorspronkelijke ketels er slecht aan toe en moesten worden vervangen. De DB verwijderde de stroomlijnbeplating en gaf tussen 1957 en 1961 een aantel locs een nieuwe ketel die vrijwel identiek van als de zogenaamde Neubaukessel van de serie DRB Baureihe 41. De rol van de serie 03.10 bij de DB was echter door de komst van diesellocs in de jaren vijftig en zestig snel uitgespeeld, bovendien bezat de DB alle exemplaren van de serie DRB Baureihe 01.10.

### Ombouw DR
De situatie bij DR was anders, daar kon men de locs voor een langere periode niet missen. Na een ketelexplosie door metaalmoeheid van loc 03 1046 besloot men alle locs te reconstrueren. Deze ombouw ging veel verder dan bij de DB, men hanteerde bij de DR daarom het begrip rekolok. Naast vervanging van de stoomketel en verwijdering van de stroomlijnbeplating werden tal van andere verbeteringen aangebracht. Een groot aantal exemplaren werd vanaf 1965 omgebouwd voor het stoken van zware stookolie nadat een experiment voor het stoken van bruinkool was mislukt.

### 150 Jaar spoorwegen in Nederland
Toen in 1989 de spoorwegen in Nederland 150 jaar bestonden (dus niet de NS zelf zoals vaak wordt beweerd), brachten DR-loc 03 1010 en vele andere stoomlocs uit andere Europese landen een bezoek aan Nederland om deel te nemen aan het jubileumfeest Treinen door de tijd. De 03 1010 kreeg met de omwenteling in de DDR in zicht zelfs toestemming van de DB om op eigen kracht via haar spoorwegnet met een uit DR-rijtuigen bestaande trein naar Utrecht te rijden. De stoomloc had geen enkele moeite met het trekken van speciale stoomtreinen door Nederland en ze verving bij deze ritten een paar keer de defecte NS 3737.

### Nummers
De volgende locomotieven zijn bewaard gebleven:
| Lijst van de 03 |                  |                       |                  |                  |                   |
| Nummer DRG      | Eigenaar na 1945 | Nummer na 1968 / 1970 | Huidige eigenaar | Standplaats      | Opmerkingen       |
| 03 1010         | DR               | 03 1010               | DB               | VM Halle (Saale) |                   |
| 03 1090         | DR               | 03 0090               | DB               | MET Schwerin     |                   |
| 03 1005         | PKP              | Pm3-5                 | museum           | Warschau         | nog gestroomlijnd |

- stand 2011

## Media

### Foto's

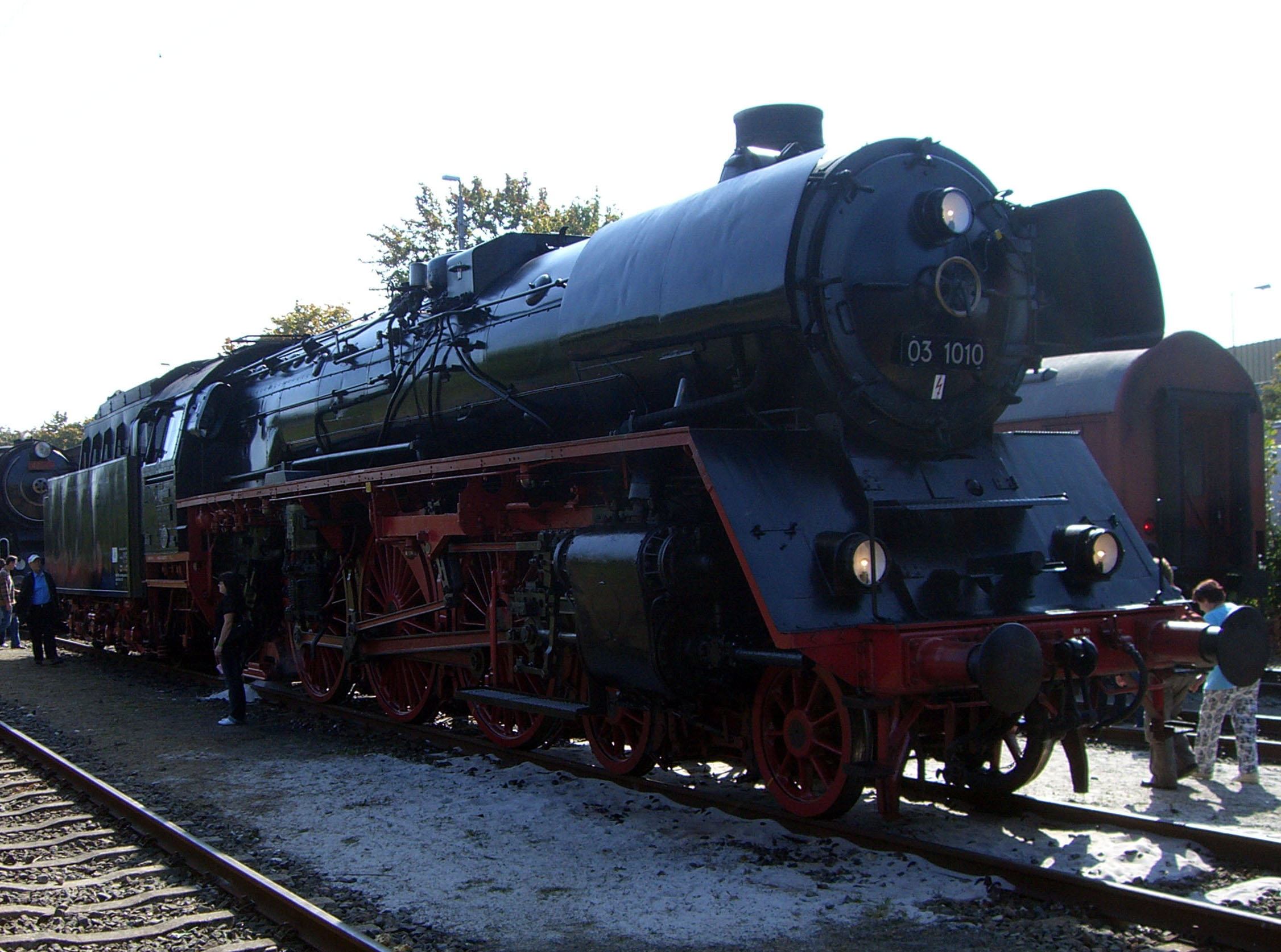
03 1010 zijkant
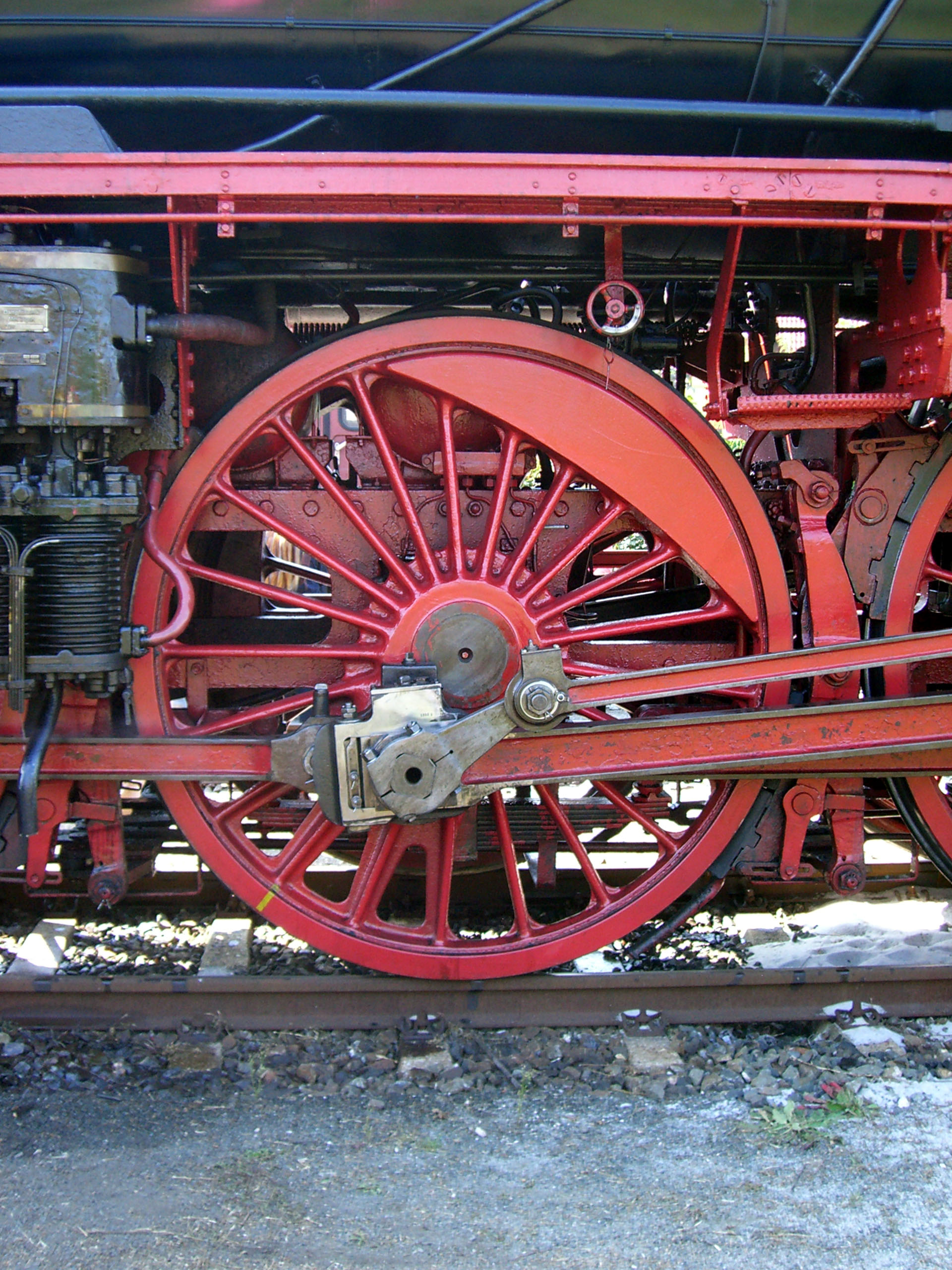
aandrijfwiel
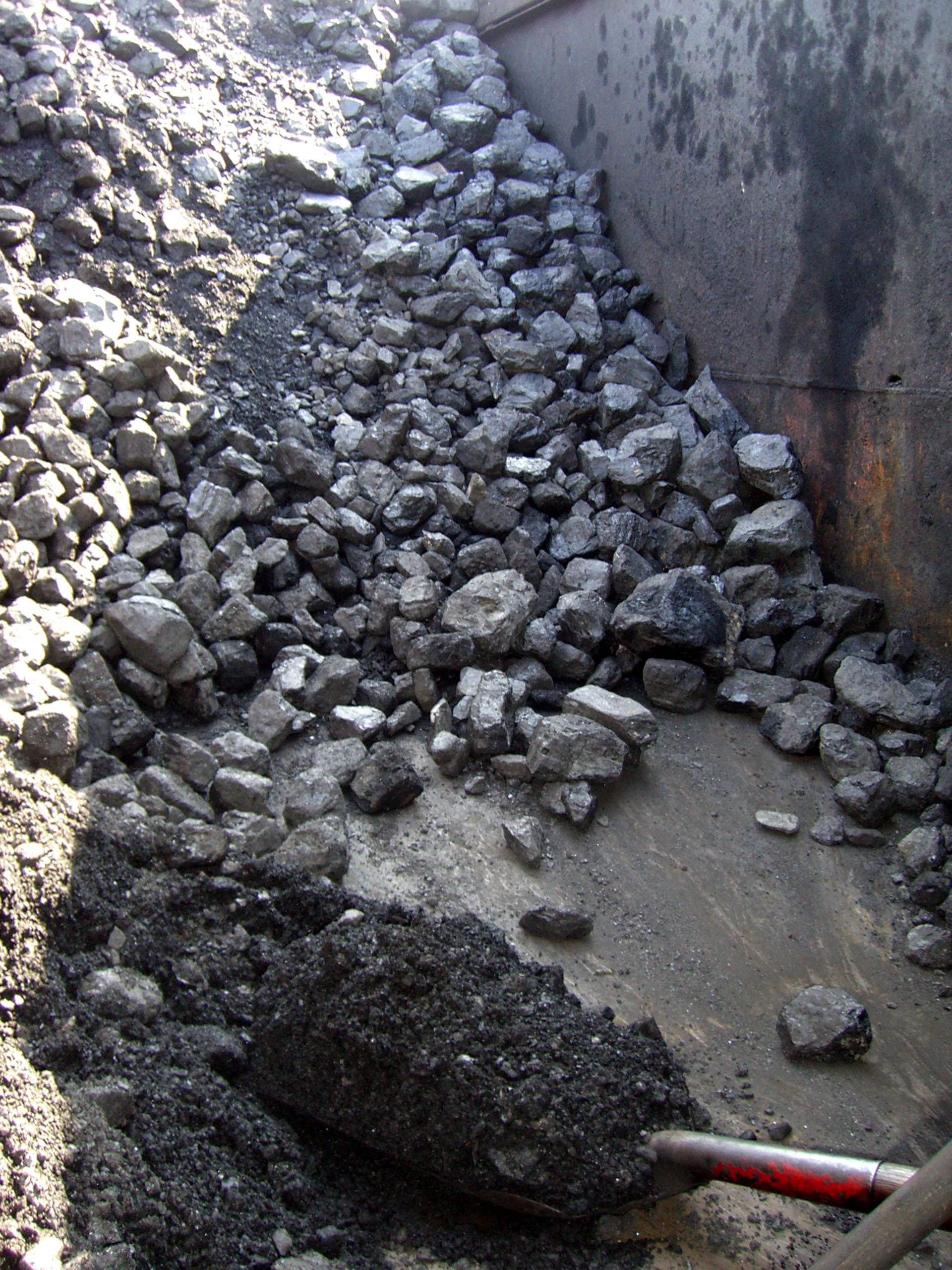
tender van de 03 1010
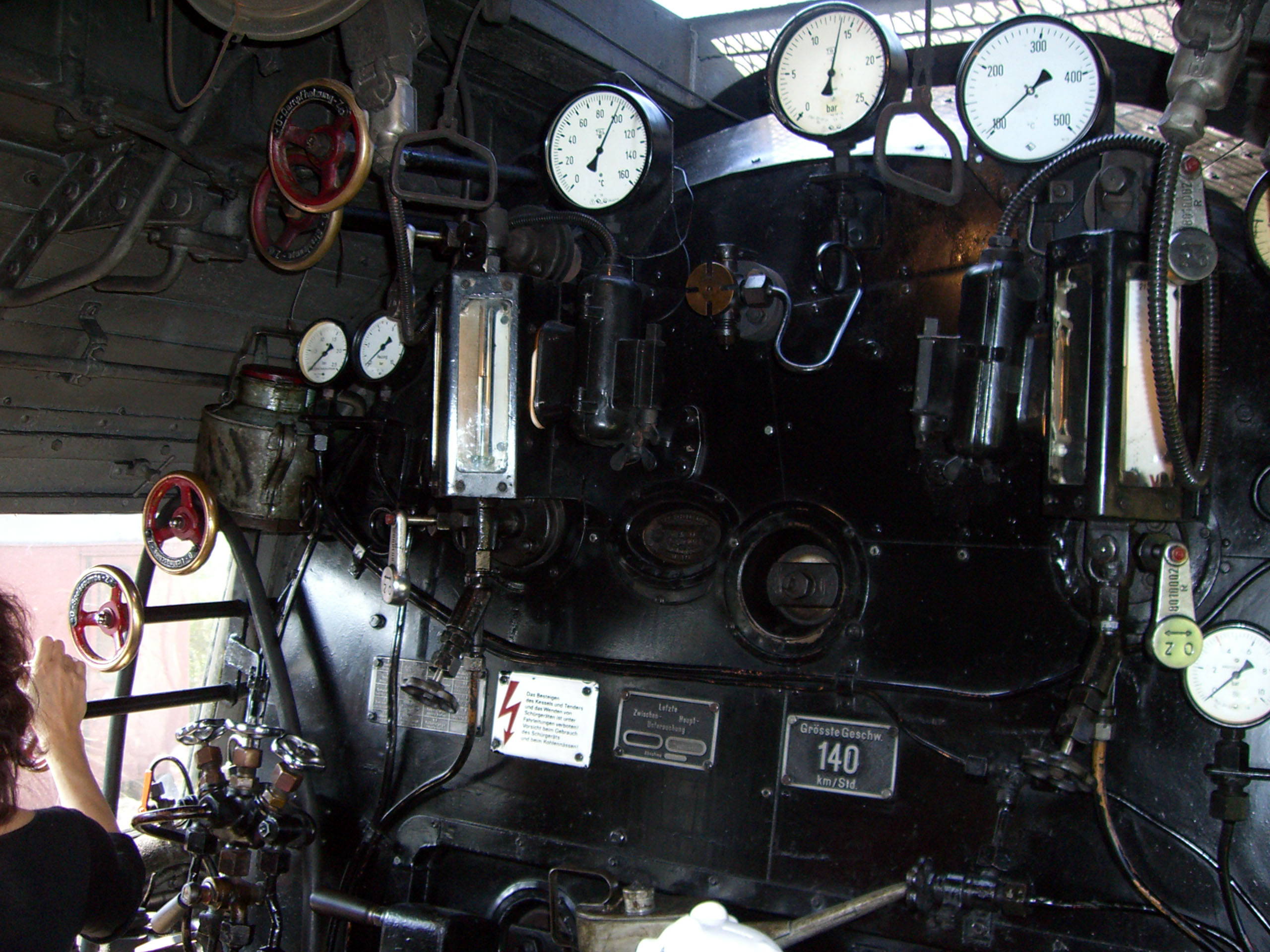
stuurstand van de 03 1010

### Geluidsopname
Passage stoomloc DR 03.1010 met de Noord-Nederland Expres bij Utrecht op weg naar Zwolle, direct gevolgd door het museumstel de "Blokkendoos" dat op weg is naar het Spoorwegmuseum, opgenomen door Dick van Aggelen op 9 juli 1989
In dit overzicht staan eveneens treinen van de Deutsche Bundesbahn (DB) en van de Deutsche Reichsbahn (DR)